# Sunshu Ao
Sunshu Ao (chinesisch 孫叔敖 / 孙叔敖, Pinyin Sūnshū Áo; * ca. 630 v. Chr.; † ca. 593 v. Chr.) war Berater des chinesischen Königs Zhuang, und Kanzler von Chu. Als solcher war er mit vielen Belangen des Staates betraut. Sunshu Ao wird als der erste Wasserbauingenieur Chinas bezeichnet, da er durch den Bau von Bewässerungsanlagen die Landwirtschaft in Chu stärkte. Unter anderem ließ er in Anhui beim Quebei-Bewässerungsprojekt den Staudamm des Stausees von Anfengtang errichten, der heute noch existiert.